# Nel regno degli animali
Nel regno degli animali è stato un programma televisivo italiano di divulgazione culturale in onda dal 1992 al 1998 su Rai 3, ideato e condotto da Giorgio Celli, divenuto noto al grande pubblico proprio tramite questa trasmissione.La trasmissione nasce dopo il buon riscontro ottenuto nell'estate del 1991 dal programma Nella vecchia fattoria, realizzato dallo stesso gruppo di lavoro e condotto ugualmente da Celli. Nel biennio 1999-2000 la trasmissione cambia titolo in Ciak, animali in scena, mantenendo pressoché invariata la formula. Nelle stagioni successive la trasmissione assume i titoli Il Paese delle meraviglie (2001-2003) e Timbuctu - un mondo di animali (2004-2006). In queste edizioni Giorgio Celli si limita a firmare il programma come autore ed interviene in studio con alcuni spazi e rubriche. La conduzione è invece affidata a Licia Colò (2001-2003), Ilaria D'Amico (2004) e Sveva Sagramola (2005-2006).